# Macrotelsonia strouhali
Macrotelsonia strouhali är en kräftdjursart som först beskrevs av Zdenek Frankenberger1938.  Macrotelsonia strouhali ingår i släktet Macrotelsonia och familjen Tendosphaeridae. Inga underarter finns listade i Catalogue of Life.